# Johann Georg Fux
Johann Georg Fux (*  nach 27. Januar 1651 in Tölz; † 29. Januar 1738 in Donauwörth) war ein deutscher Orgelbauer.

## Leben
Fux wurde 1651 in Tölz geboren. Den Orgelbau hat er bei Johann König gelernt.
Er hat nur in Süddeutschland gewirkt. Sein berühmtestes Werk ist die noch weitgehend erhaltene Orgel des Klosters Fürstenfeld.

## Werke
| Jahr | Ort              | Kirche                                 | Bild | Manuale | Register | Bemerkungen |
| ---- | ---------------- | -------------------------------------- | ---- | ------- | -------- | --- |
| 1697 | München          | St. Michael                            |      | II/P    | 19       | im Zweiten Weltkrieg zerstört, 1983 rekonstruiert siehe Orgellandschaft Oberbayern Orgel                                                                                        |
| 1704 | Thierhaupten     | St. Peter und Paul                     |      | I/P     | 10       | Zuschreibung; nur der Prospekt ist erhalten. Das Werk stammt von Julius Schwarzbauer (1906), es wurde 2003 von Orgelbau Benedikt Schreier restauriert und teilweise neu gebaut. |
| 1724 | Altötting        | Stiftskirche St. Philippus und Jakobus |      | II/P    | 32       | Im erhaltenen Gehäuse 2000 neues Werk mit drei Manualen und 49 Registern von Thomas Jann                                                                                        |
| 1730 | Medlingen        | Kloster Obermedlingen                  |      | II/P    | 24       | nur Prospekt erhalten |
| 1736 | Fürstenfeldbruck | Klosterkirche St. Mariä Himmelfahrt    |      | II/P    | 27       | siehe Orgeln der Klosterkirche Fürstenfeld |
| 1736 | Esting           | St. Stephanus                          |      | I/P     | 6        | erhalten → Orgel |